# Coalición Nacional Republicana por la vida
La Coalición Nacional Republicana por la vida (Republican National Coalition for Life) (RNC/Life) es una organización formada para obtener el compromiso de Partido Republicano de los Estados Unidos para con los principios provida. Su actual director ejecutivo es Colleen Parro.

## Historia
RNC/Life fue fundada por Phyllis Schlafly en el otoño de 1990 después de que un grupo de Republicanos por la Opción y la National Republican Coalition for Choice, anunciaran públicamente su intención de provocar desmanes en la Convención Nacional Republicana de 1992 en Houston, Texas, para lograr remover un cartel provida de la plataforma de la convención.
El Partido Republicano ha sido el partido político nacional provida desde que una resolución en apoyo a la Enmienda por la Vida Humana para la Constitución de los Estados Unidos fue adoptada en la Convención Nacional Republicana de 1976, después del fallo de 1973 Roe v. Wade.

## Declaración
La RNC/Life continuará trabajando para proteger y defender el compromiso de principios hecho por el Partido Republicano para procurar la protección legal de todos los seres humanos inocentes, desde la concepción hasta la muerte natural.
Además, trabajaremos para hacer responsables a todos los legisladores Republicanos de los principios pro-vida de nuestra plataforma. Es nuestro deseo que esos principios entren en las políticas públicas y en las leyes. Es más, llamamos a los oficiales del Partido Republicano para que apoyen entusiastamente a los candidatos pro-vida y las políticas semejantes a nuestras propuestas.